# Rio Rudan
Il rio Rudan è un corso d'acqua a carattere torrentizio delle Dolomiti. Il suo bacino idrografico si sviluppa lungo il versante meridionale dell'Antelao, in sinistra idrografica del torrente Boite. È racchiuso tra le dorsali meridionali della montagna, che nella parte superiore risultano parallele e alquanto ravvicinate, formando una sorta di anfiteatro al cui interno è situato il ghiaione pensile del Vallon dell’Antelao, ad un'altitudine compresa fra i 2000 m ed i 2500 m. La parte inferiore del bacino è caratterizzata invece da pendii boscosi, che si sviluppano su una spessa coltre di sedimenti incoerenti quaternari. Sfocia nel Boite, all'altezza dell'abitato di Peaio.

## Colate detritiche

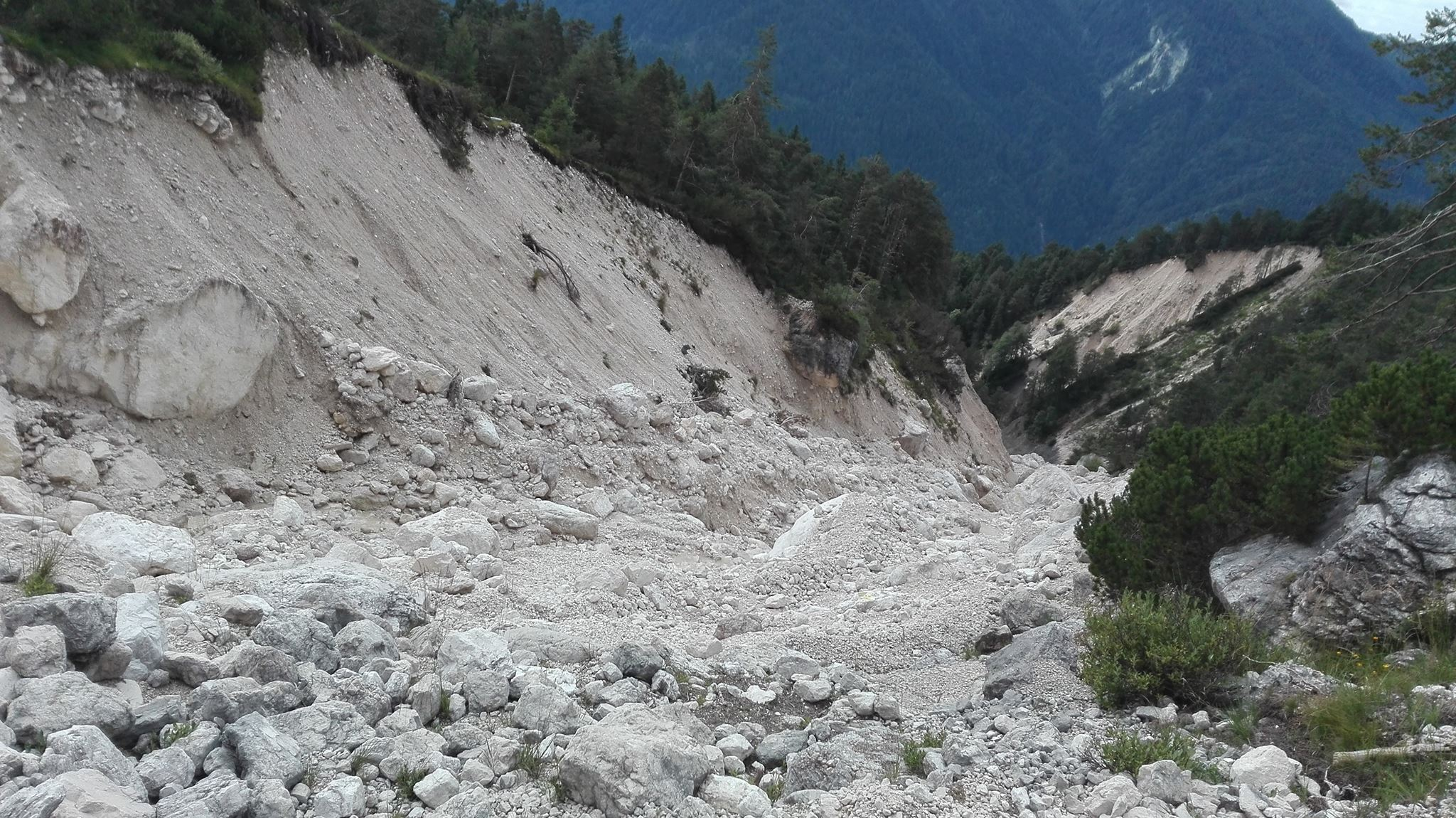
L'alveo del Rudan a quota s.l.m.

Il rio è caratterizzato da frequenti colate detritiche, generalmente innescate in estate e nel primo autunno dai temporali intensi, anche di breve durata. Lungo le pareti rocciose della parte alta del bacino, la pioggia è infatti trasformata in correnti ad alta energia che convogliano l'acqua nel sopracitato vallone, mettendo in movimento grandi quantità di sedimento. Più sotto, il corso del torrente si innesta in una profonda e stretta forra rocciosa fino a quota 1600 m, scorrendo poi su depositi quaternari che progressivamente incide, in un tratto con alternanza di scavo e deposito, fino a 1400 m. L’incisione valliva del Rudan incontra poi strati di San Cassiano e successivamente di Wengen. A valle della briglia filtrante e dell’abitato di Peaio, il torrente Rudan non forma un conoide, ma scorre in una valle scavata fra depositi alluvionali, confluendo nel Boite su calcari e conglomerati della formazione di Livinallongo.

## Opere di difesa idrogeologiche

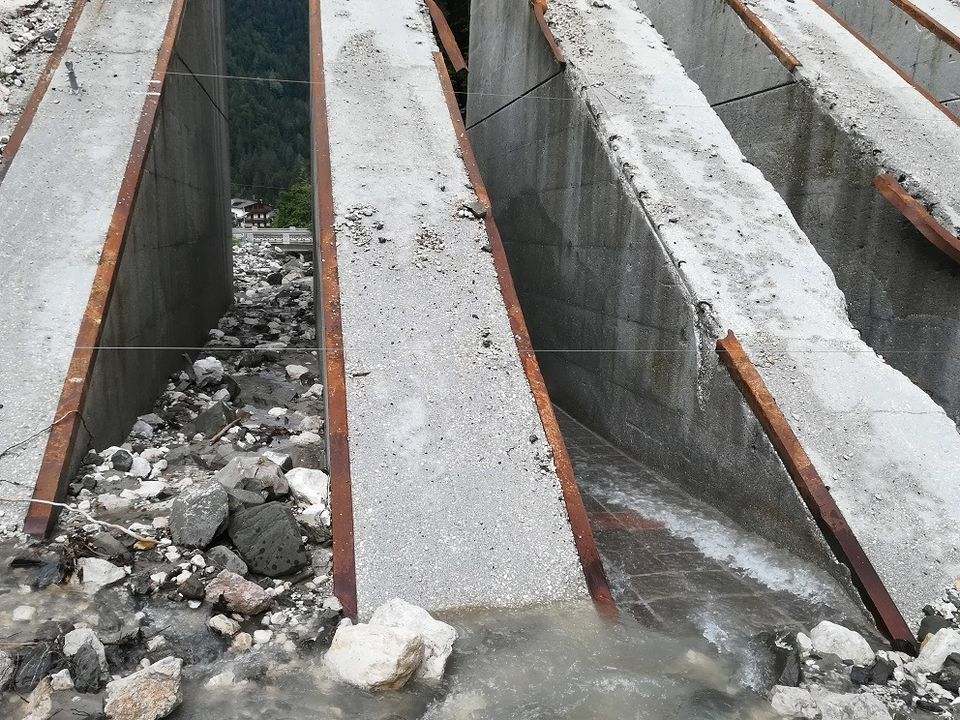
Dettaglio della briglia frangicolata

Nel 2011 la Regione Veneto ha realizzato, a circa 900 m, una briglia frangicolata a filtri verticali fissi, spaziati di 1,3 m e larghi 1,3 m, con doppia gaveta trapezia di altezza minima 7,2 m e larghezza 11,1 m, con coronamento largo 19,1 m e alto 11,3 m. Il bacino di deposito a monte della briglia è stimato di una capacità di 15000 m³, e l’obiettivo dell’opera è trasformare il flusso in iperconcentrato, trattenendo il sedimento a granulometria più grossa, in modo che possa transitare al di sotto del ponte della strada Statale 51 di Alemagna, senza depositare nell'alveo. A monte della briglia, in un punto di possibile esondazione e ad un'altezza attorno ai 1600 m, è anche stata creata una scogliera a massi ciclopici. Più volte il bacino di deposito è stato completamente riempito, come accadde con le colate dell'agosto 2018 e 2020.

## Sistema di monitoraggio e allarme
Nel 2019 la Regione Veneto ha realizzato e collaudato il primo stralcio del sistema di monitoraggio e allarme. 
Tale sistema può monitorare sia le precipitazioni che le colate una volta innescate, diffondendo l'allarme tra la popolazione nel caso siano superate le soglie di sicurezza.